# Gears of War (jeu vidéo)
Pour les articles homonymes, voir Gow.
Gears of War (GoW) est un jeu vidéo de tir en vue à la troisième personne (TPS), développé par Epic Games et édité en 2006 par Microsoft Game Studios pour sa console Xbox 360. Un portage est réalisé sur PC en 2007 par le studio polonais People Can Fly.
Le jeu fut à la base une démonstration technique, présentée dès juin 2004, visant à faire connaître un nouveau moteur 3D, baptisé Unreal Engine 3, accompagné de ses outils de développement. Le jeu est officiellement présenté à l'E3 2005 peu après la première apparition officielle de la console Xbox 360. Le mode multijoueur est présenté à la presse internationale lors de l'E3 2006 sous la forme d'un niveau urbain montrant une gestion des mécanismes de couverture et d'équipe. À l'issue de la conférence, les plus chanceux sont repartis avec une façade Gears of War exclusive pour leur console.
Gears of War témoigne, à l'époque, de l'ambition clairement affichée par Epic Games d'imposer son moteur graphique sur consoles Next Gen. Déjà rompu à l'exercice sur ordinateur, le développeur de la série Unreal (puis de sa version multijoueur, Unreal Tournament) consacra de nombreux mois à l'élaboration d'un jeu à la hauteur de son moteur et des exigences de Microsoft qui en conserva l'exclusivité pendant un an.
Le succès commercial est au rendez-vous, Epic Games développe ensuite la franchise Gears of War avec deux suites, Gears of War 2 en 2008 et Gears of War 3 en 2011 exclusivement sur Xbox 360. Un quatrième épisode, Gears of War: Judgment, est annoncé pendant l'E3 2012. Celui-ci sortit en mars 2013 dans le monde et tout comme les deux précédents épisodes, uniquement sur Xbox 360. De nombreux produits dérivés ont vu le jour : figurines, t-shirts, produits dérivés, romans, bandes dessinées, etc.
Une version remastérisée est sortie en août 2015 sur Xbox One intitulée Gears of War Ultimate Edition. Une sortie simultanée sur PC, dans un cadre de promotion de Windows 10, est initialement prévue mais le jeu sort finalement le 1er mars 2016.

## Trame

### Toile de fond
Dans un monde où les nations se battent pour les dernières ressources de pétrole, une nouvelle énergie apparaît, tirée d'une substance : l'imulsion. Malheureusement, les gisements d'imulsion sont concentrés dans les sols de quelques nations de la planète Sera, et seuls ces pays peuvent le recueillir et le traiter, accédant ainsi à la puissance et à la richesse.
Une guerre sans précédent se déclare, les nations se liguent alors les unes contre les autres pour accaparer l'imulsion : c'est le début des « Guerres pendulaires ».
Après soixante-dix-neuf années de guerre, une coalition se forme enfin après un difficile compromis pour retrouver la paix, et surtout pour faire face à une nouvelle menace, bien plus grande encore.
En effet, les hommes ne sont pas les seuls sur cette planète. Une espèce barbare et belliqueuse nommée « Locuste » jaillit des entrailles de Sera, c'est le jour « E », le jour de la première Émergence locuste. En découvrant l'imulsion et en le puisant du sous-sol, les Humains ont tué sans le vouloir des milliers de Locustes, et créés des mutations chez eux. Cette nouvelle « race » de locuste attaque aussi bien les Humains que les Locustes. Ces créatures envahissent les principales capitales, et le conflit s'envenime rapidement. La Coalition des Gouvernements Unis (CGU) tente d'éradiquer l'invasion grâce au « Rayon de l'Aube » (rayon issu d'un satellite et utilisant l'énergie produite par l'imulsion) et aux armes chimiques, mais elle ne réussit qu'à transformer la surface de la planète en une vaste terre brulée, désertique et stérile, tandis qu’une grande partie de la Horde des Locustes, en sécurité dans des refuges souterrains, survit.
La plupart des centres urbains et des installations militaires sont en ruines. Quelques survivants humains se regroupèrent sur le plateau de Jacinto, un bloc de granite très peu propice au creusement de galeries. Quand la Horde enfonça les défenses du plateau, Marcus Fenix désobéit aux ordres pour sauver son père. Il fut condamné et écroué à la prison de haute sécurité de Jacinto.
Gears of War débute quatorze ans après l'Emergence-Day.

### Personnages
Le joueur incarne Marcus Fenix (John DiMaggio), au moment où Dominic « Dom » Santiago (Carlos Ferro), son ami, vient le sortir de prison, une amnistie ayant été déclarée pour regonfler les rangs décimés de l'armée. Ils rejoignent l'équipe Delta-One, dirigée par le lieutenant Mihn Young Kim (Robin Atkin Downes) et dont fait notamment partie Anthony Carmine (Michael Gough). Ils seront au cours de l'histoire rejoint par Damon Baird (Fred Tatasciore), membre de l'équipe Alpha, et Augustus « Cole Train » Cole (Lester « Rasta » Speight (en)), un ancien joueur de Thrashball devenu volontaire après l'Emergence-Day. Parmi les autres membres de la CGU, se trouvent notamment le lieutenant Anya Stroud (Nan McNamara), qui apporte un  support tactique, et le colonel Victor Hoffman (Jamie Alcroft).
Sur leur chemin, l'équipe Delta devra affronter plusieurs Locustes menés par le général RAAM (Dee Bradley Baker), dont l'allégeance va à la Reine Locuste Myrrah (Carolyn Seymour).

## Système de jeu
Gears of War est un jeu de tir à la troisième personne (TPS) relativement tactique qui met l'accent sur la notion de couverture pour éviter de prendre des dégâts en se déplaçant vers les forces ennemies. Le jeu dispose de plusieurs armes, mais l'arme fétiche est surtout le « Lanzor », un fusil d'assaut qui est équipé d'une tronçonneuse en guise de baïonnette Celle-ci démarre dès qu'elle se trouve à proximité d'un ennemi.
Lorsque le joueur subit des dégâts, il active le « Crimson Omen », un emblème rouge symbolisant la barre de vie du joueur. Celui-ci fait apparaître un crâne de plus en plus intense au fur et à mesure que les dégâts augmentent. Le joueur doit alors se mettre à l'abri pour recouvrer la santé. Si le crâne est écarlate, c'est la mort du personnage.
Le jeu propose une campagne en cinq actes qui peut être jouée seul ou en collaboration avec un autre joueur. La campagne met l'accent sur l'armée de la CGU, les soldats, Marcus Fenix et Dominic Santiago, de l'escouade Delta ont pour objectif de faire disparaître la Horde des Locustes de la planète Sera. Les joueurs sont aidés par des coéquipiers « IA » prêts à lutter contre la Horde. Certaines sections de la campagne proposent deux possibilités. Un chemin sera choisi par le premier joueur. S'il y a un deuxième joueur, son personnage empruntera automatiquement l'autre voie. La campagne propose trois niveaux de difficulté. De la plus simple à la plus difficile : « Casual », « Hardcore » et « Insane ». La difficulté « Insane » est débloquée une fois le jeu est terminé au niveau « Casual » ou « Hardcore ».

### La Coalition des Gouvernements Unis (CGU)
- Sergent Marcus Fenix : Fils du scientifique militaire Adam Fenix et personnage principal du jeu.

Il fut condamné à 40 ans de prison pour désobéissance, quand il tenta de sauver son père de la prise du plateau de Jacinto. C'est un personnage énigmatique, on connait très peu son passé. Il sera d'abord sous les ordres du Lieutenant Minh Young Kim au début de l'aventure dans l'escouade Delta. À la mort de ce dernier, il est promu immédiatement Sergent et dirige l'escouade Delta jusqu'à la fin de l'aventure.
- Soldat Dominic « Dom » Santiago : Le meilleur ami de Marcus Fenix.

Lui et Marcus forment un duo lors des combats. Il suivra son ami Marcus tout au long de leur mission.
- Soldat Augustus « Gus » « The Train » « no 83 » Cole :

Il fait souvent équipe avec Damon Baird.
- Soldat Damon Baird : Un personnage cynique et comique.

Ses compétences en mécanique se révèlent très utiles au cours de leur mission. Il fait habituellement équipe avec Augustus Cole.
- Soldat Anthony Carmine : Il assiste l'escouade Delta au début du jeu, pendant la quasi-totalité de l'acte 1 avant d'être abattu par un sniper.

- Lieutenant Mihn Young Kim : Lieutenant responsable de l'escouade Delta.

Quand l'escouade tombe dans une embuscade Locuste à la fin de l'acte, il est tué, poignardé par le Général RAAM. À la suite de cet événement, Marcus est promu Sergent.
- Lieutenant Anya Stroud : Anya Stroud est le seul membre de la CGU féminin dans le jeu et assiste le Colonel Hoffman au sein de l'État-Major.

Elle donne des informations par radio sur les différents emplacements pour l'Escouade Delta - particulièrement sur les directions à prendre et la présence d'ennemis hostiles en route. 
- Colonel Victor Hoffman : Il exerce la fonction de Chef d'État-Major et seconde le Président Prescott.

- JACK : robot « touche-à-tout » produit en série.

C'est un petit robot utilitaire originellement utilisé dans des applications civiles, mais après l'émergence Locuste, le CGU a ordonné la fabrication de modèles militarisés, dans le but de fournir un support aux troupes présentes sur le front. Les JACK ont une intelligence artificielle limitée, ne parlent pas, et répondent seulement aux ordres simples. Dans de nombreuses missions, le JACK de l'escouade Delta, quand il essaie d'ouvrir une porte ou quand il demande de l'aide. 
- Soldat Gyules :

C'est un membre de l'escouade Alpha, affectée à l'escorte du résonateur, et son équipe rejoint l'escouade Delta. Il survit à l'embuscade Locuste à la fin de l'acte 1. Après ça, il pénètre avec Marcus, Dom, Cole et Baird dans le tombeau (« Tomb of the Unknowns »). Quand il entend un Berserker s'approcher, il perd son sang-froid et s'enfuit. À peine a-t-il disparu qu'il se fait déchiqueter par le Berserker.

### La Horde des Locustes
- Général RAAM : Général de l'armée locuste.

Le général RAAM se bat entouré d'une horde de Kryll qui le protège des balles, et est armé d'une Troika portative. Il meurt finalement sous les balles de Marcus et Dom sur les rails du train les menant dans les Entrailles Locustes.
- La Reine Myrrah : Personnage énigmatique de Gears of War.

On peut deviner son existence notamment avec le cri de certains locustes: « Pour la Reine ! » ainsi que durant la plupart du jeu lors des cinématiques.
- Berseker : c'est la femelle Locuste.

Elle est aveugle et se sert de son odorat et de son système auditif surdéveloppé pour repérer ses ennemis. Bien que dénuée d'intelligence, elle possède une force extraordinaire et est insensible aux balles ou autres armes. Seul le Rayon de l'Aube peut l'abattre. Marcus Fenix et son groupe en rencontreront trois dans leur aventure.
Le jeu tire pleinement parti de l'Unreal Engine 3 et montre les capacités graphiques de la 7e génération de consoles. Une ambiance angoissante est omniprésente et les différents jeux de lumières finissent de plonger le joueur dans l'histoire.
Du côté du gameplay, le jeu est assez tactique ; le joueur devra utiliser à bon escient le décor environnant pour se protéger. Une fois contre un mur, un muret ou toute autre « cachette » provisoire, le personnage pourra tirer à l'aveuglette vers l'ennemi. Mais les tirs de couverture étant très peu précis, le joueur pourra aussi se servir du système de visée (accessible par la gâchette gauche) qui permet de changer rapidement la position « à couvert » pour une vue à l'épaule.
La caméra, placée au ras du sol a été baptisée « vue à la seconde personne » (en parallèle aux vues classiques à la première et à la troisième personne).

### Armes
On retrouve dans tous les Gears of War des armes emblématiques, distinguées en 3 catégories :
- les armes standards avec lesquelles on démarre dans les parties multijoueurs
- les armes spéciales que l'on peut ramasser et utiliser
- les armes lourdes (que l'on ramasse) qui ralentissent le joueur et l'empêchent d'utiliser d'autres armes tant que l'arme lourde est en main.

Les armes classiques (standards et spéciales) se décomposent en 3 catégories : les armes principales, les grenades et l'arme de poing. Le joueur démarre avec 2 armes principales, 2 grenades identiques et une arme de poing.

### Multijoueur
Gears of War dispose d'un mode coopératif, qui d'après toutes les critiques est aussi immersif que le mode solo, si ce n'est plus. Les joueurs y incarnent les deux personnages principaux, Marcus Fenix et Dominic Santiago.
Ce jeu est également compatible Xbox Live et configuré pour permettre à 8 joueurs de jouer simultanément. Un nouveau joueur peut joindre une partie en cours de jeu, si le nombre maximum de joueurs (8) n'est pas déjà atteint ; il n'est pas nécessaire d'attendre le lancement d'une nouvelle partie.
On peut également faire des parties sur la même console en s'affrontant, il suffit d'avoir plusieurs manettes. On peut jouer jusqu'à deux joueurs avec une seule console et un seul jeu, l'écran est partagé mais le travail d'équipe prend vraiment son ampleur. En effet s'il vous arrivait de mourir, votre compagnon pourrait vous faire repartir à condition qu'il puisse vous atteindre. En même temps les chemins divisés seront plus risqués, c'est aussi un avantage quand les fameux berserkers entrent en scène. Enfin si des locustes débarquent de tous les côtés, ce sera forcément plus facile à gérer.
Au départ, il n'existait que 10 cartes multijoueur. Par la suite, deux cartes ont été rajoutées et sont disponibles sur le marché Xbox Live gratuitement. Finalement, quatre cartes furent disponibles sur le marché au prix de 800 Points Microsoft. Quatre modes sont jouables (Exécution, Zone de guerre, Assassinat et Annexion).

## Développement
Tim Sweeney, PDG d'Epic Games a déclaré que le budget du jeu était de 12 millions de dollars.
Équipe
- Scénario : Eric Nylund, Susan O'Connor & Eric Trautmann
- Musique : Kevin Riepl
- Directeur artistique : Jerry O'Flaherty

## Version PC
Cette version dispose de graphismes retravaillés et inclut cinq chapitres solos supplémentaires, trois nouvelles cartes multijoueurs (Ruée vers l'or, Cour et Sanctuaire), de nouveaux succès, un mode multijoueur inédit, un éditeur de cartes et tous les contenus additionnels diffusés sur le Xbox Live.

## Gears of War: Ultimate Edition
Gears of War: Ultimate Edition sur Xbox One est une version remasterisée de Gears of War. Disposant de graphismes haute définition, le jeu inclut également quelques modifications de gameplay issus des épisodes plus récents.
Totalement revisité en 1080P et 60 images par seconde. L'éclairage, les environnements, les personnages et les scènes cinématiques ont été magnifiquement recréés. Les modes multijoueur nouvellement ajoutés comprennent Team Death Match, King of the Kill et un mode spécial à 2 contre 2 conçu par la communauté Gears of War.

### Championnat de France
Le circuit pro league de Gears of war ultimate edition organisa un championnat, où l'ouverture débuta le 27 septembre pour les inscriptions. C'est la première fois qu'un jeu de la saga Gears of war accueille plus de 10 mille participants. 
Sponsorisé par ESL GAMING et par Microsoft, l'objectif étant de lancer l'esport en France. Par ailleurs, le jeu eut de très bons résultats sur Twitch, surtout lors de la finale, aidé par un public américain présent lors de la diffusion sur le site.
La finale opposa les équipes Envyus et Infinite CF, et c'est justement cette dernière qui remporta la compétition. En la remportant, les joueurs ont obtenu une sommes d'argent, des tee-shirts et autres produits dérivés. 
Il faut aussi savoir que l'équipe Infinite CF disposait de l'ancien champion de France sur Gears of war Judgment. 

## Accueil

### Critiques
Gears of War, premier du nom, est un jeu qui a été particulièrement bien accueilli par la presse, Jeuxvideo.com mettant en avant la mise en scène du titre, affirmant qu'elle "sacralise l'action non-stop, parfois au détriment d'une certaine diversité, mais toujours pour le plaisir du joueurs", attribuant au jeu une note de 18/20. De son côté Gamekult affirme que le jeu "s'arrange pour [...] nous en mettre plein les mirettes à chaque seconde qu'on en oublierait presque certains de ses défauts".
Mais les critiques presses s'accordent à dire que le jeu pèche par son scénario, Jeuxvideo.com lui reprochant qu'il "aurait gagné à être plus dispendieux", alors que Gamekult affirme que "le titre souffre également d'un scénario aux prémices intéressants mais dont l'intérêt s’essouffle très vite".

### Ventes
Le titre Gears of War atteint le million d’exemplaires vendus à travers le monde en seulement deux semaines.
Quatre semaines plus tard le cap des deux millions
est franchi pour atteindre les trois millions d'unités vendues au bout dix semaines. Au total, Gears of War aura été vendu à près de six millions d'exemplaires dans le monde toutes plates-formes confondues. En 2017, Tim Sweeney évoque 100 millions de dollars de recettes générés grâce au jeu.